# Сибирь-Хоккайдо
Муниципальное автономное учреждение культуры «Центр туризма и побратимских связей «Сибирь-Хоккайдо» — учреждение культуры, расположенное в Новосибирске. Основано в 1996 году. Целью организации является развитие побратимских связей между Новосибирском, Саппоро (Япония) и Тэджоном (Республика Корея).

## История
В 1990 году между городом Саппоро и городом Новосибирском был заключен Договор о побратимстве. А уже в 1996 году был открыт центр «Сибирь-Хоккайдо». 
Идея о создании культурного центра возникла в клубе любителей логической игры го на встрече между русскими и японскими игроками. Инициатором данного проекта был Нэмото Сэйити, президент общества культуры «Хоккайдо-Россия», входивший в состав японской команды игроков. Нэмото Сэйити выразил идею об основании такого учреждения, где встречи любителей Го могли бы проводиться на постоянной основе.
Мэр Новосибирска И. И. Индинок одобрил проект, после чего была проведена совместная работа русских и японских архитекторов по созданию нового культурного учреждения. Во время постройки российско-японского центра Нэмото Сэйити принимал активное участие в его создании, и, кроме того, организовал в Саппоро сбор пожертвований. Накопленная сумма (250 000 долларов) была передана мэрии Новосибирска как частичная компенсация затрат на строительство объекта. В 1996 году культурный центр был открыт.
Проект получил диплом на Парижской выставке.
С 2016 года Центр расширил рамки своей работы, подписав договор о сотрудничестве с Центром международных обменов Тэджона. Этот южнокорейский город стал побратимом Новосибирска в 2001 году. Поэтому уже в течение нескольких лет Центр знакомит новосибирцев не только с японской, но и с корейской культурой.

## Адрес
г. Новосибирск, Октябрьский район, ул. Шевченко, дом 28/1.

## Деятельность

### Развитие побратимских связей с Саппоро и Тэджоном
- Подготовка визитов делегаций Новосибирска в города-побратимы.
- Прием делегаций из городов-побратимов.
- Переводческое обслуживание проектов по линии побратимских связей.
- Информационное сопровождение связей с Японией и Кореей в различных областях.

### Досуговая и просветительская деятельность
- Разговорные клубы японского и корейского языков, каратэ и другие единоборства.
- Страноведческие занятия по культуре Японии и Кореи для школьников и студентов Новосибирска. Ежегодно по этим программам Центр посещает около 10 тыс. школьников.
- Региональные конкурсы по японскому и корейскому языкам.
- Методические семинары по преподаванию японского языка.
- Проведение Квалификационного экзамена по японскому языку совместно с Японским Фондом.

### Культурно-массовая деятельность
- Организация выставок и фестивалей японской культуры совместно с Информационным отделом Посольства Японии в РФ.
- Организация фестивалей и культурных акций по линии побратимских связей.
- Организация спортивных турниров различного уровня по японским единоборствам.
- Организация культурно-массовых мероприятий для горожан, посвященных корейской и японской культуре.

## Галерея

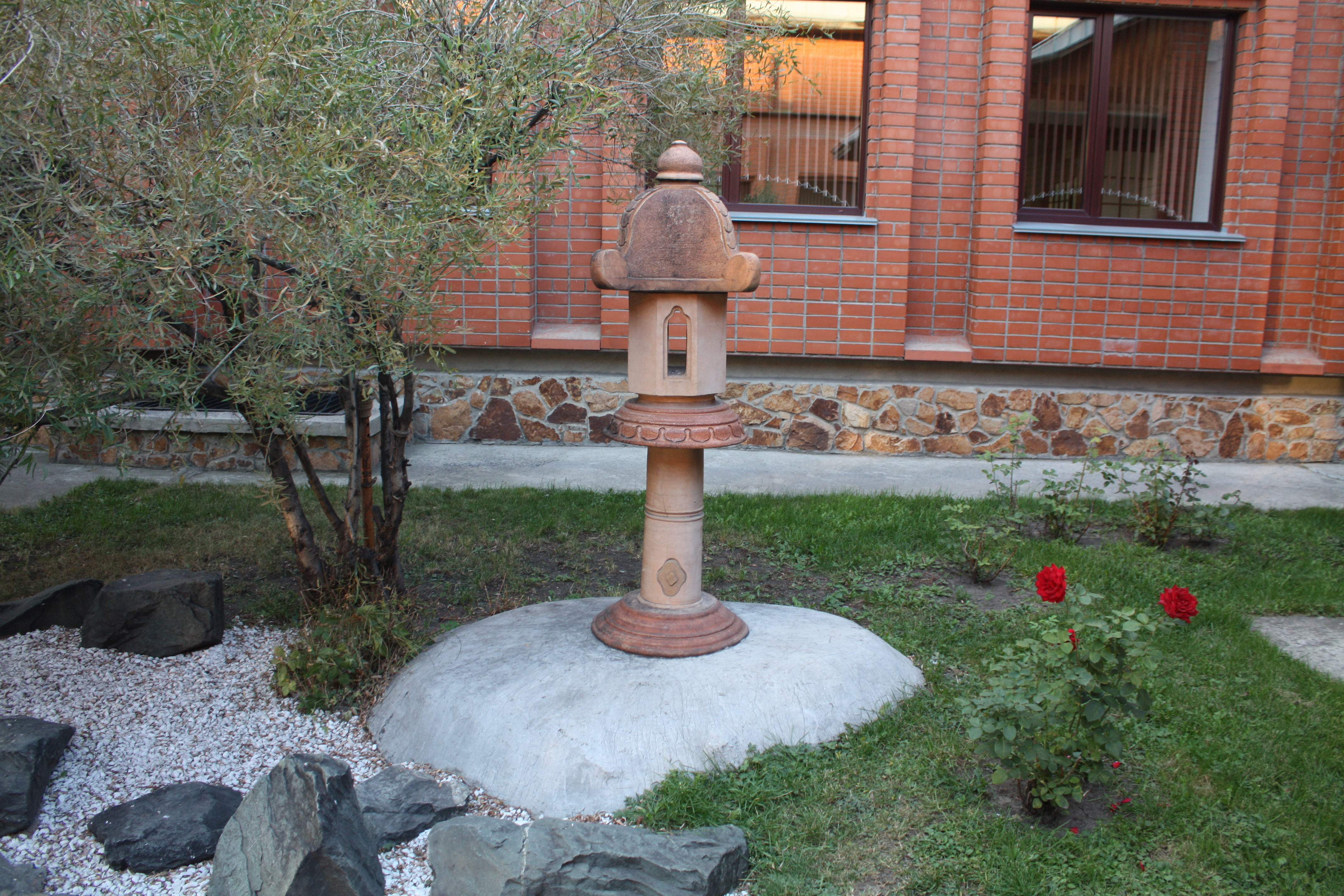